# 燈泡笑話

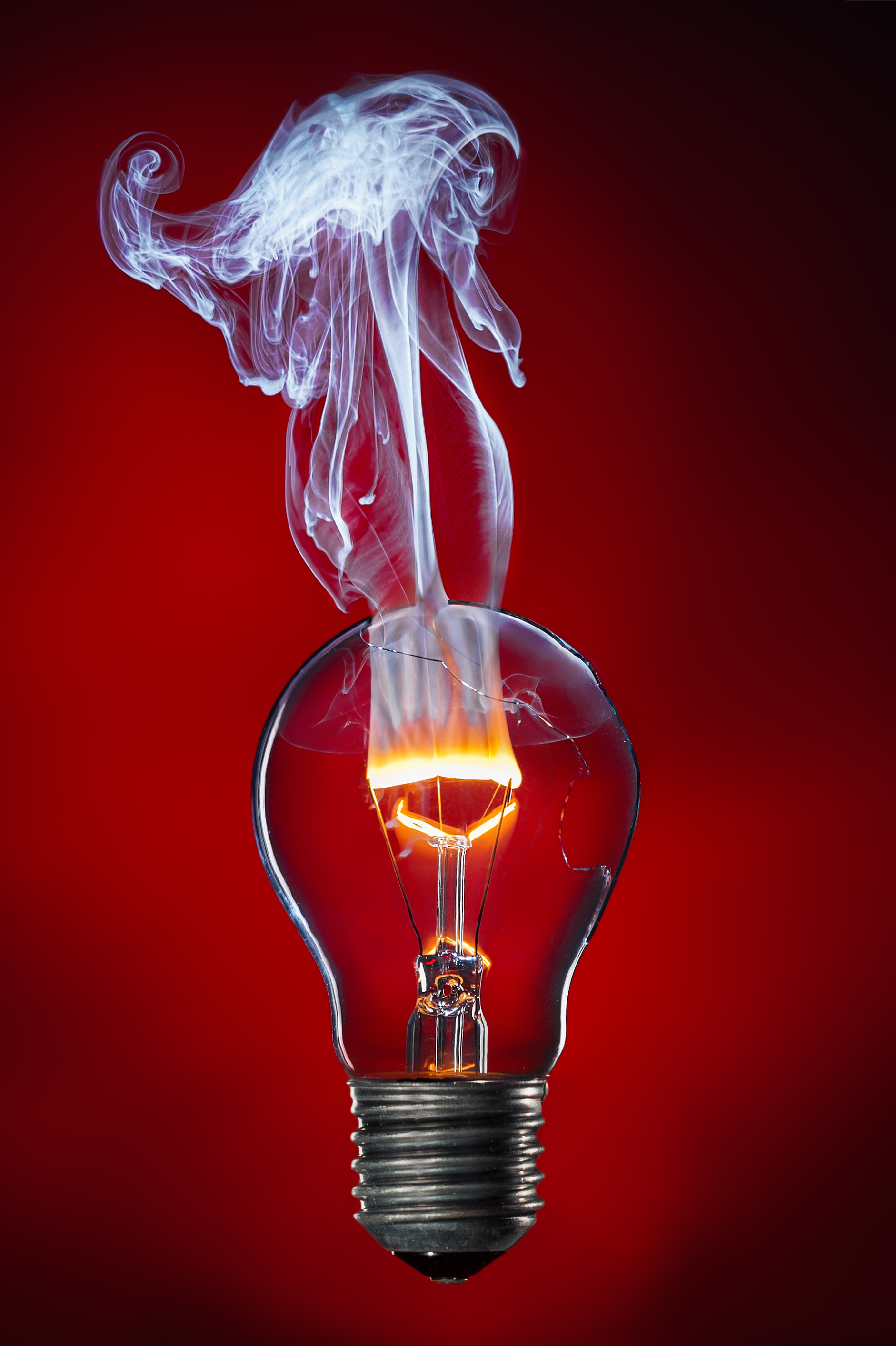
燈泡壞了，但要更換很容易嗎？

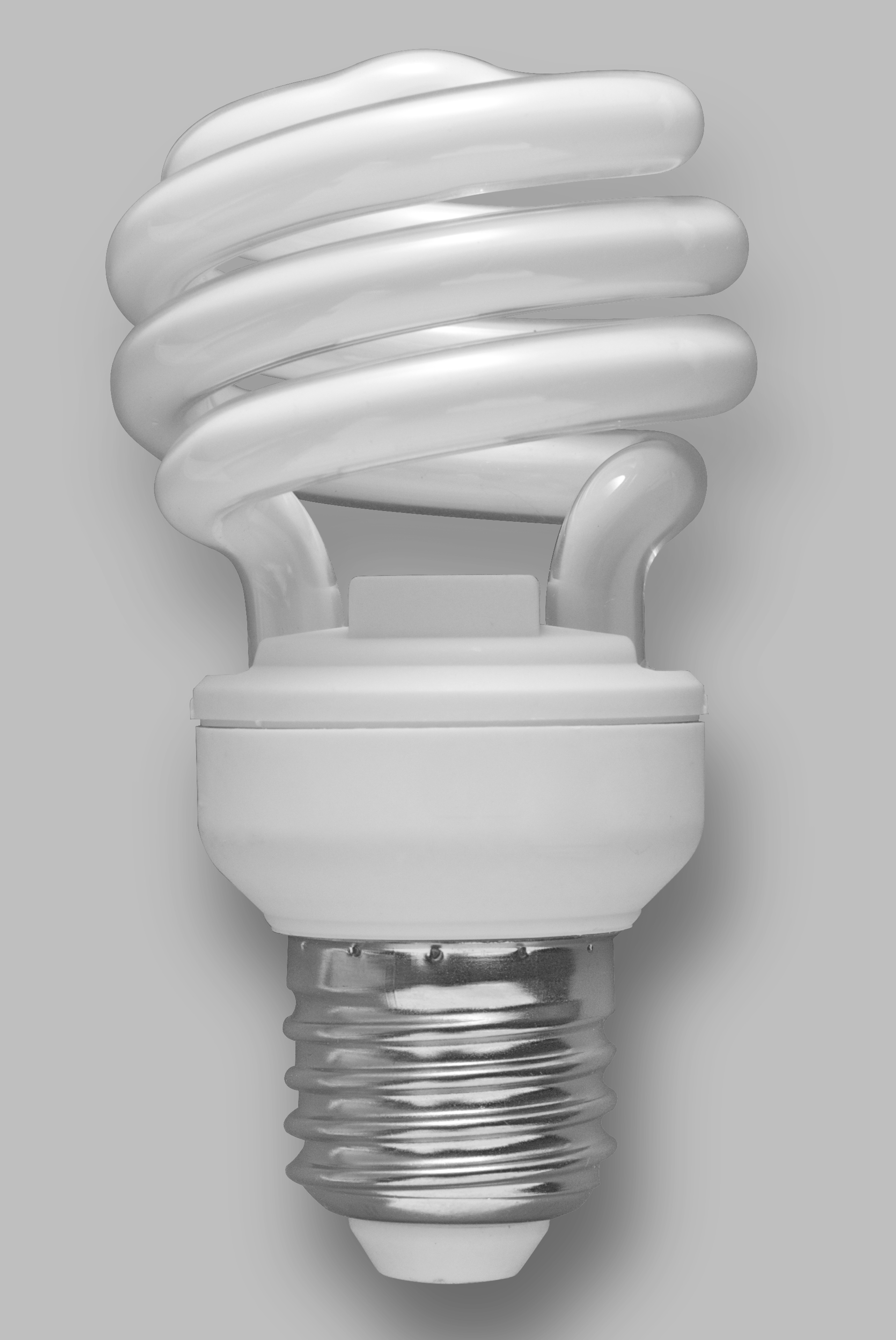
一個燈泡

用这张流程图去测试灯泡是否正常运作

用這張流程圖去測試燈泡是否正常運作

燈泡笑話（英語：lightbulb joke），是發源於美國的經典笑話，內容敘述「要換一顆燈泡需要多少某種類的人」。這一類笑話本質在於諷刺某特定集團與該集團的人，怎樣因為他們的習慣，特性等，導致換一顆燈泡變得如何缺乏效率（或者有效率）。當然笑話內容出於作者主觀角度，真實世界中當事人不一定會跟笑話內容一般行動。
早期（1970年代初）的美國燈泡笑話用於嘲笑波蘭人的智商（波蘭笑話）。現在這類笑話燈泡笑話的主角除了不同國家的人外，還有不同實在、架空的團體等等。
雖然燈泡笑話大多貶低其對象（如：「要多少個鼓手」......「四個：一個拿燈泡，剩下三個喝酒喝到天旋地轉」），但其對象則經常將其中表示出的刻板印象視為榮譽；有些笑话甚至本来就是这些人的自嘲。在不同人群面前講這類笑話可以緩解這些人群互相之間的衝突。